# Ocotea nectandrifolia
Ocotea nectandrifolia är en lagerväxtart som beskrevs av Carl Christian Mez. Ocotea nectandrifolia ingår i släktet Ocotea och familjen lagerväxter. Inga underarter finns listade i Catalogue of Life.